# Senat Rzeczypospolitej Polskiej III kadencji (1993–1997)
Senat III kadencji – skład Senatu III kadencji wyłoniony został w wyborach do Sejmu i Senatu przeprowadzonych 19 września 1993.

## Kadencja Senatu
Kadencja Senatu rozpoczęła się 14 października 1993, a zakończyła 20 października 1997.

## Marszałek Senatu
Urząd marszałka był nieobsadzony od 15 października 1993 do 26 października 1993. Jego funkcję pełnił Adam Struzik od 26 października 1993 do 19 października 1997.